# Президент Бразилії
Президент Бразилії (порт. Presidente do Brasil), або просто Президент Республіки, є главою держави та главою уряду Бразилії. Президент очолює виконавчу владу федерального уряду і є головнокомандувачем Збройних сил Бразилії. Щоб балотуватися в президенти, вам має бути не менше 30 років.
Президентська система була встановлена в 1889 році після проголошення республіки в результаті військового перевороту проти імператора Педро II . Відтоді Бразилія мала шість конституцій, три диктатури та три демократичні періоди. У демократичні періоди голосування завжди було обов'язковим . Конституція Бразилії разом із кількома конституційними поправками встановлює вимоги, повноваження та обов’язки президента, термін його повноважень і спосіб обрання. 
Жаїр Болсонару був 38-м президентом. Він склав присягу 1 січня 2019 після президентських виборів 2018. 
Луїз Інасіо Лула да Сілва, який раніше обіймав пост президента з 2003 по 2010, обраний президентом після загальних виборів у Бразилії 2022 та вступив на посаду 1 січня 2023.